# Andrea da Faenza
Andrea Manfredi da Faenza (Faenza, 1319 – Bologna, 11 ottobre 1396) è stato un architetto, religioso e presbitero italiano dell'Ordine dei Servi di Maria (OSM).

## Biografia
Andrea Manfredi da Faenza fu padre Generale dei Servi di Maria. Esperto architetto, ampliò la Basilica di Santa Maria dei Servi a Bologna. Dal 1390 fu il consulente di Antonio di Vincenzo per la progettazione e realizzazione della Basilica di San Petronio sempre a Bologna. Fondò alcuni tra i primi Monti frumentari: Sulmona, Spoleto, Terni, Piacenza e Cremona.
Morì a Bologna nel 1396 e le sue spoglie si trovano all'interno della basilica dei Servi.
Alla fine del XV secolo i Monti frumentari fondati da Andrea furono associati al locale Monte di Pietà.